# Онішківський заказник
Оні́шківський зака́зник — ландшафтний заказник місцевого значення в Україні. Розташований у межах Лубенського району Полтавської області, на південний схід від села Онішки.
Площа 655 га. Статус присвоєно згідно з рішенням облради від 04.09.1995 року. Перебуває у віданні: Онішківська сільська рада (593,9 га), Оржицьке агролісництво, кв. 18, вид. 6-9 (61,1 га).
Статус присвоєно для збереження великої водно-болотної ділянки лівобережної заплави річки Оржиця. Місце гніздування і відпочинку під час міграцій водоплавних та біляводних птахів.

## Галерея

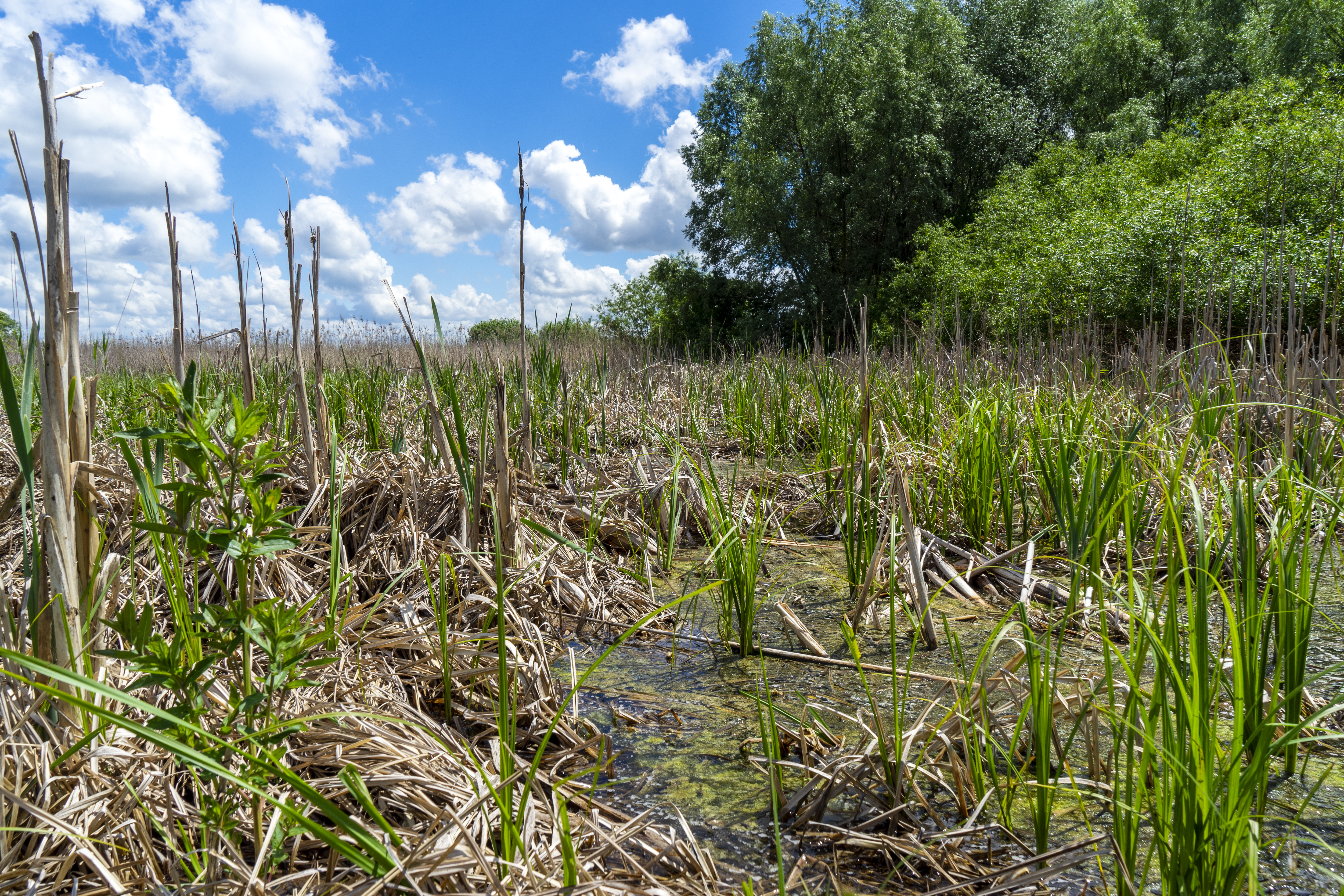
Болото (2020)
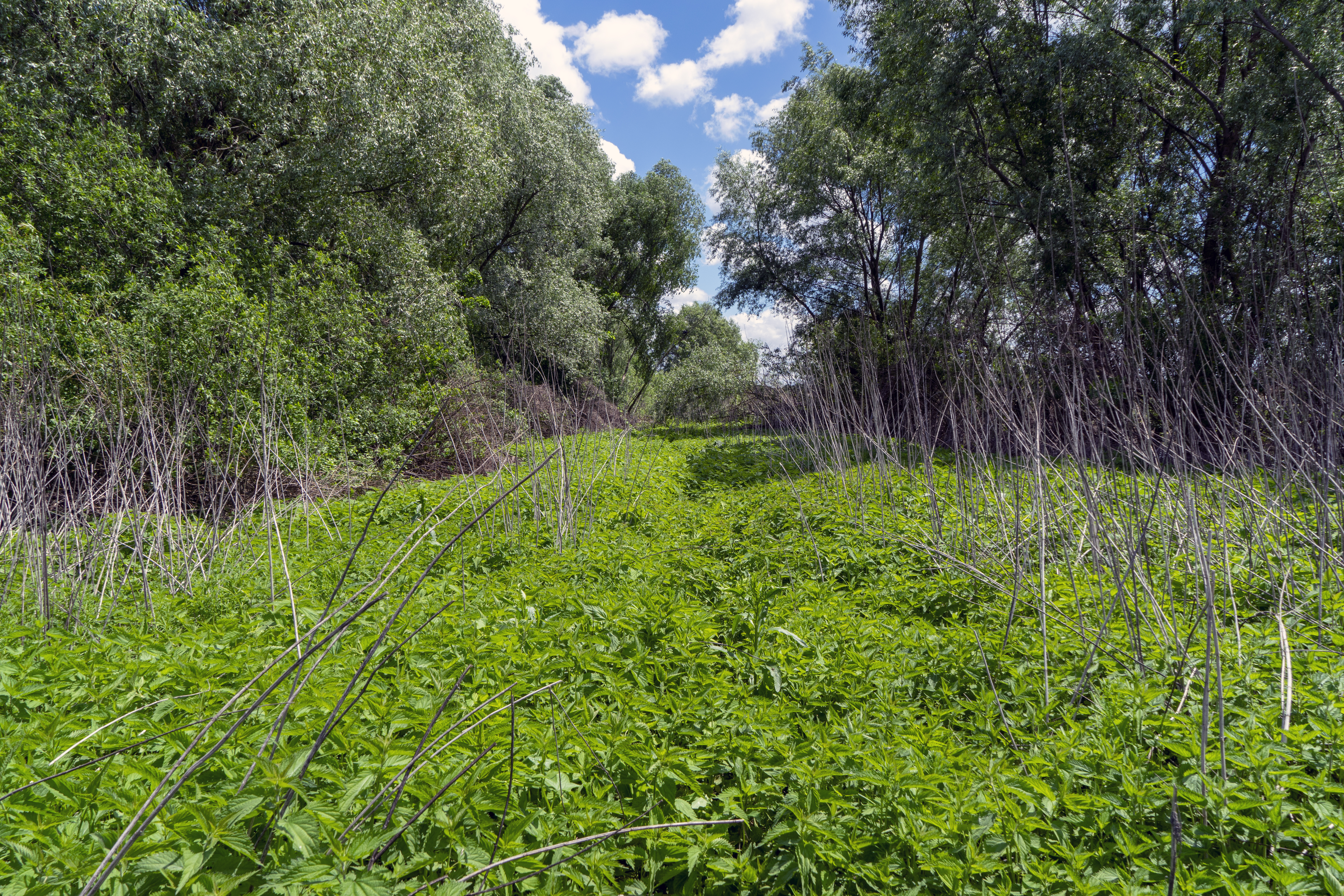
Стежка, заросла кропивою (2020)
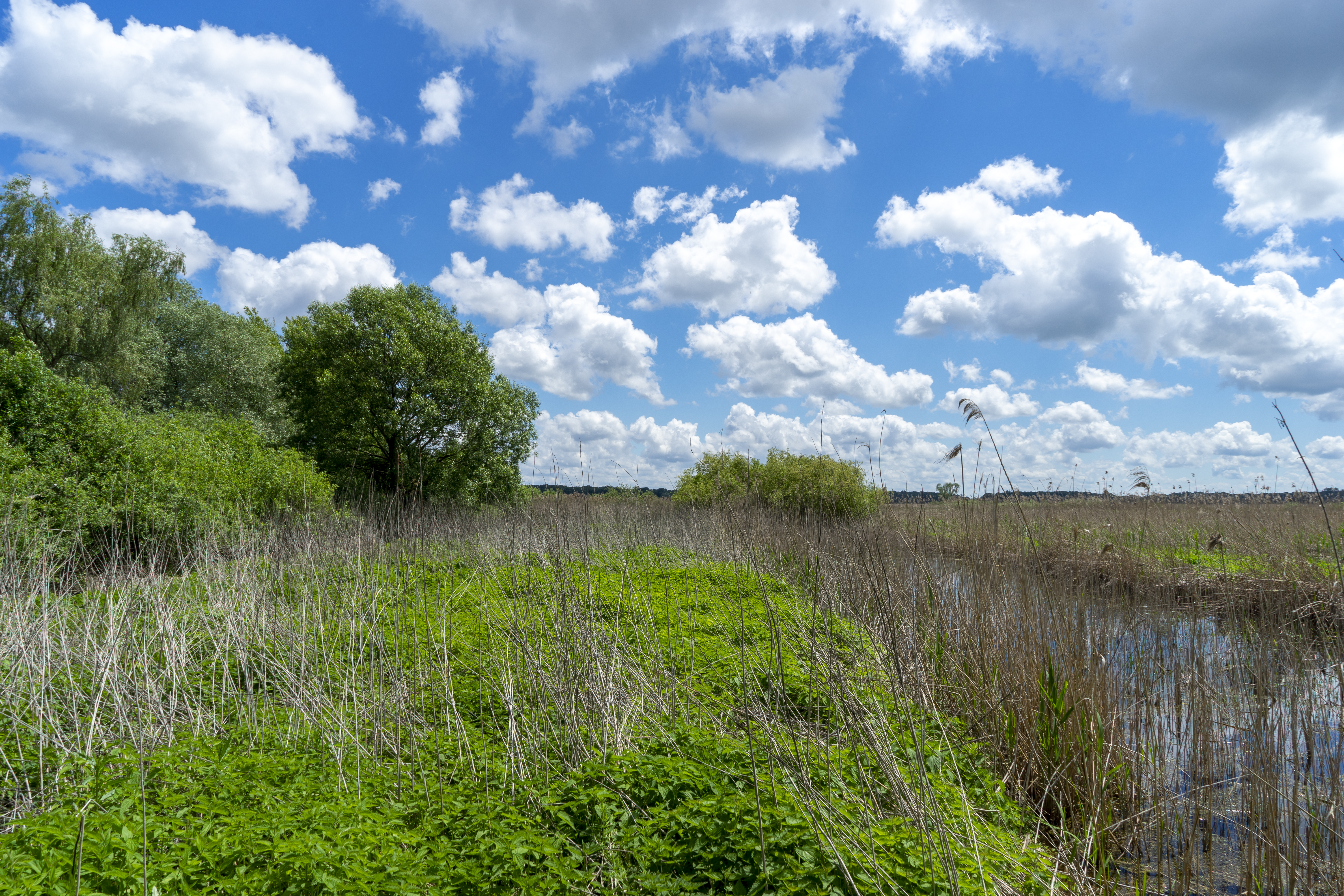
Безмежжя
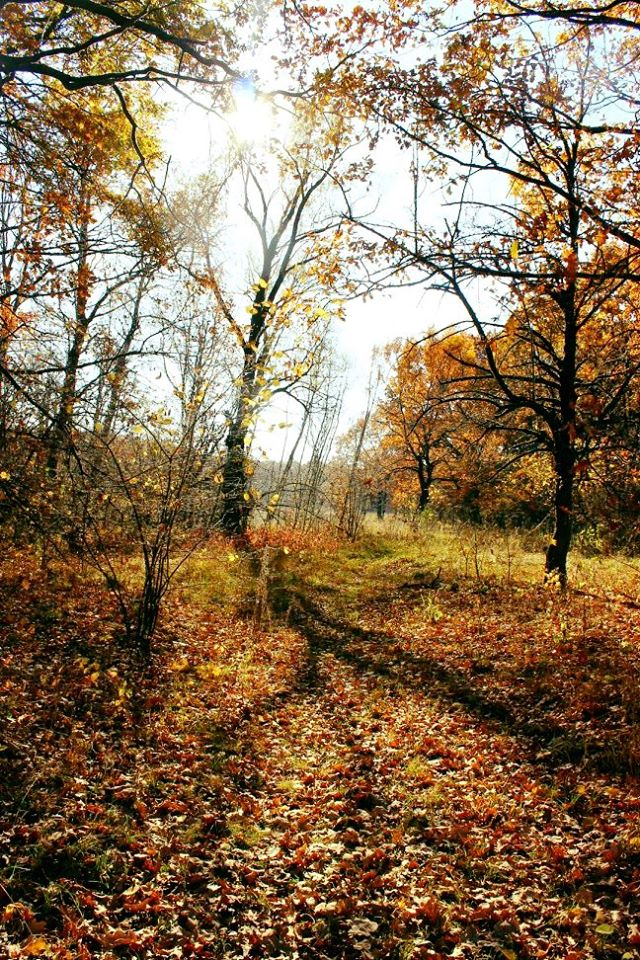
Романів ліс